# Ramsåsa distrikt
Ramsåsa distrikt är ett distrikt i Tomelilla kommun och Skåne län. 
Distriktet ligger väster om Tomelilla. 

## Tidigare administrativ tillhörighet
Distriktet inrättades 2016 och utgörs av en del av det område Tomelilla köping omfattade till 1971, delen som före 1952 utgjorde Ramsåsa socken. 
Området motsvarar den omfattning Ramsåsa församling hade 1999/2000.